# Miguel Capuccini
Miguel Capuccini (né à Montevideo, le 5 janvier 1904 et mort le 9 juin 1980) était un footballeur uruguayen champion du monde. 

## Biographie
En tant que gardien de but, Miguel Capuccini fut international uruguayen à six reprises (1927-1930) pour aucun but inscrit et six buts encaissés. Il participa à la Copa América 1927, terminant derrière l'Argentine. Il fut champion du monde en 1930 malgré le fait qu'il ne joua aucun match.
Il joua pour le CA Peñarol, remportant trois fois le championnat uruguayen (1928, 1929 et 1932).

## Clubs
- CA Peñarol

## Palmarès
- Coupe du monde de football
  - Vainqueur en 1930
- Copa América
  - Vice-champion en 1927
- Championnat d'Uruguay de football
  - Champion en 1928, en 1929 et en 1932